# Donnez-lui une chance
Donnez-lui une chance (Give a Girl a Break) est un film musical américain réalisé par Stanley Donen en 1953, sorti en 1954.

## Synopsis
Le producteur Leo Belney (Kurt Kasznar), le metteur en scène Ted Sturgis (Gower Champion) et le compositeur Felix Jordan (Larry Keating) en sont aux derniers préparatifs de leur prochain spectacle musical à Broadway, lorsque la chanteuse-vedette Janet Hallson (Donna Martell) rompt son contrat, après une dispute. Aidés de leur assistant, Bob Dowdy (Bob Fosse), ils auditionnent alors des débutantes. Trois d'entre elles sont retenues en vue du choix final : Madelyne Corlane (Marge Champion) ancienne compagne et partenaire de Ted ; Joanna Moss (Helen Wood) pour laquelle Leo a un faible ; enfin, Suzy Doolittle (Debbie Reynolds), dont Bob s'éprend…

## Fiche technique
- Scénario : Albert Hackett et Frances Goodrich, d'après une histoire de Vera Caspary
- Musique : Burton Lane
- Paroles : Ira Gershwin
- Direction musicale : André Previn et Saul Chaplin
- Mise en scène des numéros musicaux : Stanley Donen et Gower Champion
- Photographie : William C. Mellor
- Direction artistique : Cedric Gibbons et Paul Groesse
- Décors de plateau : Edwin B. Willis et Arthur Krams
- Costumes féminins : Helen Rose
- Costumes masculins : Herschel McCoy
- Montage : Adrienne Fazan
- Producteur : Jack Cummings, pour la Metro-Goldwyn-Mayer
- Pays d'origine :  États-Unis
- Format : Couleurs (Technicolor)
- Genre : Film musical et comédie romantique
- Durée : 84 minutes
- Dates de sorties : États-Unis : 1er janvier 1954 / France : 27 avril 1960

## Distribution
- Kurt Kasznar : Leo Belney, producteur
- Gower Champion : Ted Sturgis, danseur et chorégraphe
- Larry Keating : Felix Jordan, compositeur
- Bob Fosse : Bob Dowdy, assistant
- Donna Martell : Janet Hallson, la star capricieuse qu’il faut remplacer
- Marge Champion : Madelyne Corlane dite Maddy, la candidate chevronnée, ex-compagne et partenaire de Ted Sturgis
- William Ching : Anson Pritchett, l’actuel compagnon de Maddy
- Helen Wood : Joanna Moss ou Mme Bradshaw, la candidate expérimentée
- Richard Anderson : Burton Bradshaw, l’époux de Joanna
- Debbie Reynolds : Suzy Doolittle, la candidate novice
- Lurene Tuttle : Mme Doolittle, la mère de Suzy
- George Chakiris : Un danseur de la troupe (non crédité)